# Juan Pedro Hernández
Juan Pedro Hernández (Carrascal del Río, província de Segòvia, 1946) és un maquillador espanyol, guanyador d'un Goya al millor maquillatge i perruqueria.
Va debutar a TVE durant la dècada del 1970, treballant com a make up a sèries i programes com Estudio 1, Cuentos y leyendas (1975), Mujeres insólitas (1977), Fortunata y Jacinta (1980), Teresa de Jesús (1985) i Petra Delicado (1999). Després va passar a treballar en el maquillatge de pel·lícules des del 1985 amb La corte de Faraón i Sé infiel y no mires con quién. Va treballar amb Pedro Almodóvar en les obres Matador (1986), La ley del deseo (1987) i Mujeres al borde de un ataque de nervios, amb Imanol Uribe a Adiós pequeña, amb Fernando Trueba a El año de las luces (1986) i amb Vicente Aranda a El Lute: camina o revienta (1987) i El Lute II: mañana seré libre (1988). També ha treballat per obres de teatre i musicals com Jesucrist Superstar, protagonitzat per Camilo Sesto i Ángela Carrasco i per als directors Miguel Narros o José Carlos Plaza.
Gràcies al seu treball amb Pedro Almodóvar, Fernando Colomo o Vicente Aranda va esdevenir maquillador d'actrius molt conegudes com a Penélope Cruz, Isabel Pantoja, de qui és íntim amic, Ana Belén, Concha Velasco, Victoria Abril, Ángela Molina, Jodie Foster i Gwyneth Paltrow, així com Letizia Ortiz i Cristina de Borbó i de Grècia. Des de 1996 viu a Sevilla, on fa classes de maquillatge al Teatro Jesús Quintero. També dirigeix l'empresa Estudio 24.

## Premis i nominacions
Ha estat nominat al Goya al millor maquillatge i perruqueria en onze ocasions: el 1988 per El Lute II: mañana seré libre, el 1989 per El mar y el tiempo (amb Jesús Moncusí i Vallverdú, el 1990 per ¡Átame! i Yo soy ésa, el 1991 per Beltenebros, el 1994 per La pasión turca, el 1995 per La flor de mi secreto, el 1996 per Libertarias, el 1999 per Todo sobre mi madre i el 2000 per Lázaro de Tormes. Va ser guardonat finalment el 1996, juntament amb Esther Martín i Mercedes Paradela per El perro del hortelano.